# Marcia Orell
Marcia Olga Orell García (Santiago, 5 de noviembre de 1948) es una realizadora audiovisual y escritora chilena.
Tras iniciarse en la fotografía, desarrolló estudios de cine a partir de 1985 en la Santiaguina Escuela de Artes y Ciencias de la Comunicación.
Es tallerista en cine latinoamericano y apreciación cinematográfica. Jurado,  en el Concurso de Audiovuales Educativos ATEI-CENTROAMERICA, Antigua, Guatemala, fue panelista en el Segundo Encuentro Iberoamericaao de Cine y TV organizado por Universidad San Carlos , Guatemala, 2005.
Su experiencia vital une residencias en Victoria, Chiloé, San Felipe, Quintero y sobre todo, Valparaíso.
Posee el título de abogada. Ejerció por más de 30 años en el Poder Judicial.

## Obra
Su primer largometraje “El Regreso”, 1991, es un testimonio de las secuelas psicosociales del quiebre institucional de 1973 en la Región de Valparaíso. La actuación vecinos otorga a la cinta un alto grado de realismo.
En 1994 estrena el documental “Aldo Francia: El Nuevo Cine Latinoamericano en Viña del Mar”,  ligado con su libro “Las Fuentes del Nuevo Cine Latinoamericano”, publicado el 2006 por las Ediciones Universitarias de Valparaíso.
En el campo de los cortometrajes, es autora de “Celular”, “La segunda Muerte del Poeta”.
y “Chorreo”.

## Valoración de su Obra
El Periodista Cultural Piero Castagneto, al comentar "Las Fuentes del Nuevo Cine Latinoamericano" expone:
Un momento en la configuración de la identidad continental,  que durante los años 60 y comienzos de los '70 afloró en Latinoamérica una expresión cinematográfica propia que tuvo su punto de convergencia en los festivales de cine que organizó Aldo Francia en Viña del Mar, espacio fundamental para la cristalización del movimiento denominado "Nuevo Cine Latinoamericano.
Piero Castagneto afirma que Marcia Orell ha conjugado su profesión de abogada con una pasión cinéfila de larga data, que también ha canalizado a través de la realización fílmica; de hecho, su documental "Aldo Francia: Nuevo Cine Latinoamericano en Viña del Mar" (1994), puede considerarse un antecedente de este libro. El texto en particular, también presenta manifiestos y documentos de aquella generación de creadores identificados con los movimientos sociales. Antes, a modo de introducción, un repaso de la época en que el cine que se producía en la región no tenía ninguna pretensión de jerarquía artística, sino meramente comerciales y de entretención.
Una nueva fase se abre con pioneros como Fernando Birri y su impactante documental sobre la pobreza, "Tire Die" (1958), al que seguirían, principalmente en la década siguiente, nombres como su compatriota Fernando Solanas y "La hora de los hornos"; Glauber Rocha, Nelson Pereira Dos Santos y el "Cinema Novo" brasileño; Jorge Sanjinés y su cinematografía indigenista en Bolivia, y el cine que surgió en Cuba tras el triunfo de la Revolución de 1959. En este último caso, arte y política se retroalimentan en su carácter fundacional.
En este contexto, el cine hecho en Chile no se quedaba atrás. Desde los trabajos de documentalistas como Sergio Bravo, Jorge di Lauro y Nieves Yankovic, hasta la tríada fundamental de Raúl Ruiz ("Tres tristes tigres"), Miguel Littin ("El chacal de Nahueltoro") y Aldo Francia ("Valparaíso, mi amor").